# دورية جوية قتالية

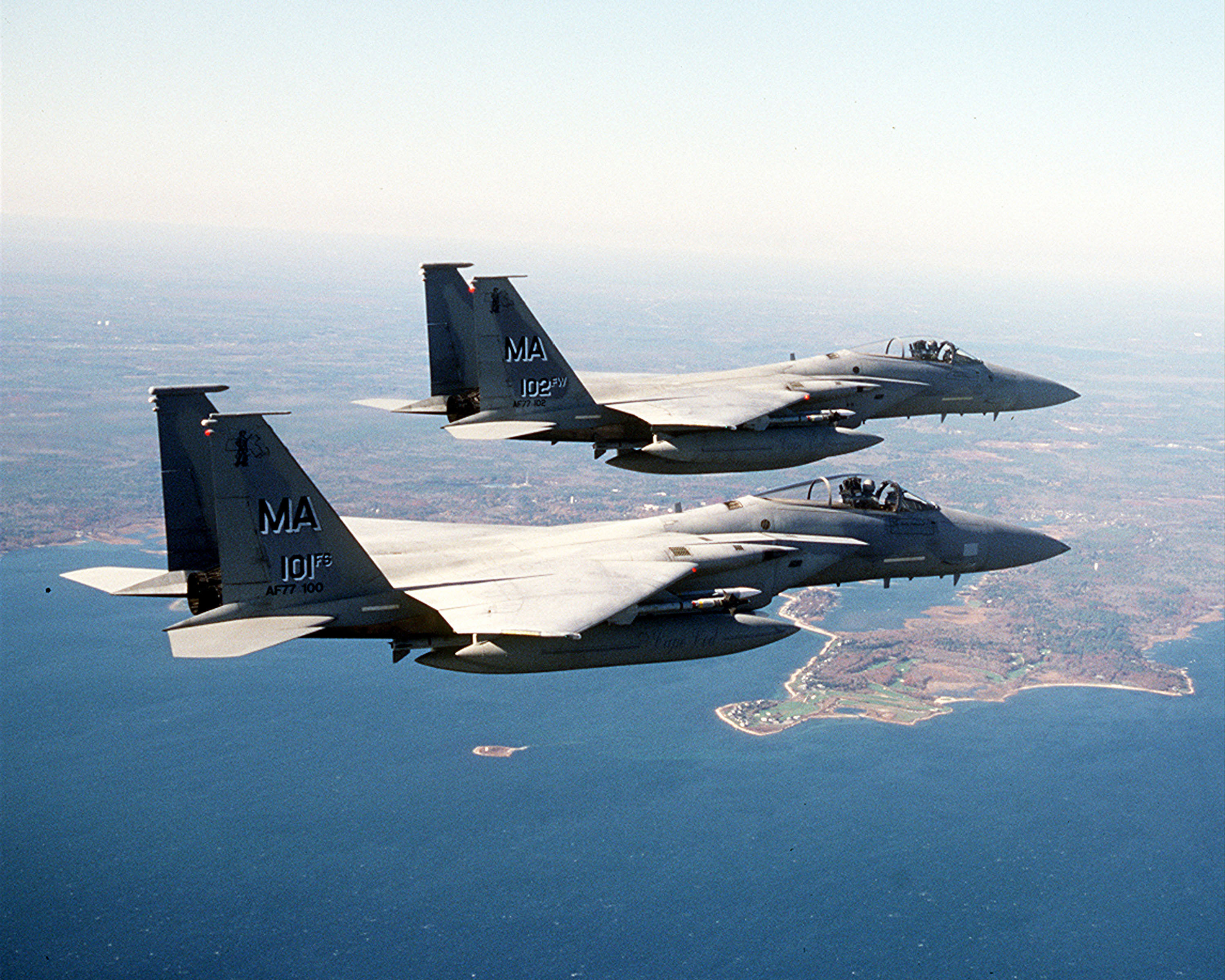

دورِية جوية قتالية (بالإنجليزية: Combat air patrol)‏ المعروفة اختصارًا بـ (CAP) مهمة طيران لطائرة مقاتلة، تقوم فيه باعتراض وتدمير الطائرات المعادية قبل أن تصل إلى هدفها.